# (468296) 2015 EP13
(468296) 2015 EP13 es un asteroide perteneciente al cinturón de asteroides, descubierto el 9 de noviembre de 1999 por el equipo Spacewatch desde el Observatorio Nacional de Kitt Peak (Arizona, Estados Unidos).